# Sydney Football Club
Sydney Football Club (en español: Club de Fútbol de Sídney) es un equipo de fútbol de Australia, situado en la ciudad de Sídney. Fue fundado en 2004 y juega en la A-League, la máxima competición del país, desde su creación.

## Historia

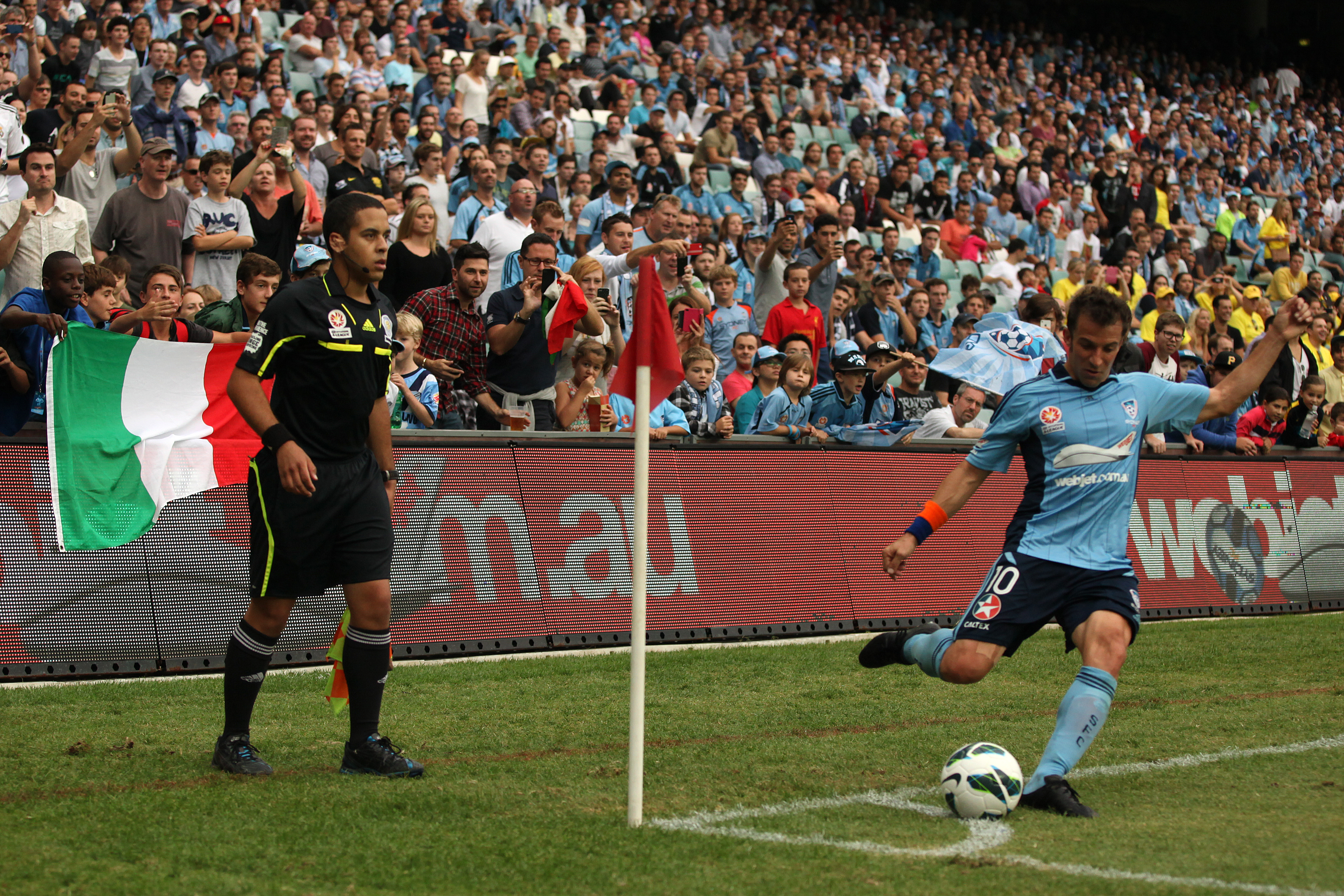
Alessandro Del Piero en la Temporada 2013-14 de la A-League.

Cuando la Federación de Fútbol de Australia (FFA, por sus siglas en Inglés) decide eliminar la National Soccer League para crear un nuevo campeonato conocido como A-League, la Federación de Nueva Gales del Sur muestra su intención de optar a una de las plazas para la liga, con localía en Sídney. La candidatura se presentó el 19 de julio de 2004, y cuando se unió a la candidatura del empresario Nick Politis (Sydney Blues) debido a que la organización solo aceptaría un club por ciudad, pasó a llamarse Sydney FC. La FFA aceptó la candidatura el 1 de noviembre; el primer presidente de la institución sería Walter Bugno, mientras que Pierre Littbarski fue designado como entrenador.
Sydney fue uno de los clubes que más atrajo a internacionales australianos, contratando a gente como Clint Bolton, Steve Corica y David Zdrilic, y como primer jugador franquicia contrató al internacional trinitense Dwight Yorke. En el torneo de selección de representante para la Liga de Campeones de la OFC de 2005 Sydney FC se proclamó vencedor, y en el torneo internacional consiguió hacerse con el título de campeones tras vencer al AS Magenta de Nueva Caledonia. Ello les valió una plaza en el Campeonato Mundial de Clubes de la FIFA 2005, donde cayeron ante el Saprissa en cuartos de final.
En su temporada inicial Sydney FC era el favorito para el título de liga, y en el partido inaugural lograron atraer a más de 35.000 aficionados. Los resultados durante la fase de liga fueron irregulares, pero los Blues consiguieron hacerse con la clasificación. Ya en el playoff, Sydney llegó a la final de campeonato y se hizo con la primera A-League al vencer a los Central Coast Mariners por 1-0.
Para la siguiente campaña, Littbarski abandonó y fue sustituido por Terry Butcher. Además, el club se reforzó con las contrataciones de Ruben Zadkovich y Alex Brosque. Pero el club notó las bajas de su anterior entrenador y de Yorke, y a pesar de llegar a la fase final cayó en las semifinales por el título. En 2007 mantuvo el mismo bloque del año anterior, pero contrató a Juninho Paulista como jugador franquicia así como a varios internacionales por Australia. La actuación del equipo al inicio de campaña es mediocre, por lo que se decide contratar a mitad de campaña a John Kosmina como técnico. Sydney vuelve a clasificarse para la fase final, sin lograr el título. En 2008-09, y a pesar de contrataciones como John Aloisi, Mark Bridge o Simon Colosimo, los de Sídney se pierden por primera vez la fase final al quedar quintos.
En 2009 se anunció la venta de un importante paquete accionarial al empresario ruso David Traktovenko, antiguo propietario del FC Zenit San Petersburgo, que se convirtió en el máximo accionista.
Para la temporada 2012/13, Sydney FC fichó al campeón mundial italiano Alessandro Del Piero, procedente de la Juventus FC. Con un contrato de dos millones de dólares australianos por temporada, se convirtió en el futbolista mejor pagado de la A-League.

## Estadio
Sydney FC juega sus partidos como local en el Sydney Football Stadium, conocido hasta 2007 como Aussie Stadium y localizado en la ciudad de Sídney. Fue construido en 1988 como el primer estadio rectangular para rugby a 13, y también se utiliza para albergar partidos de rugby union. Cuenta con capacidad para 45.000 espectadores.
El campo lo comparte con Sydney Roosters, de la National Rugby League; los New South Wales Waratahs, de la Super 14; y ocasionalmente Wests Tigers, de la NRL.

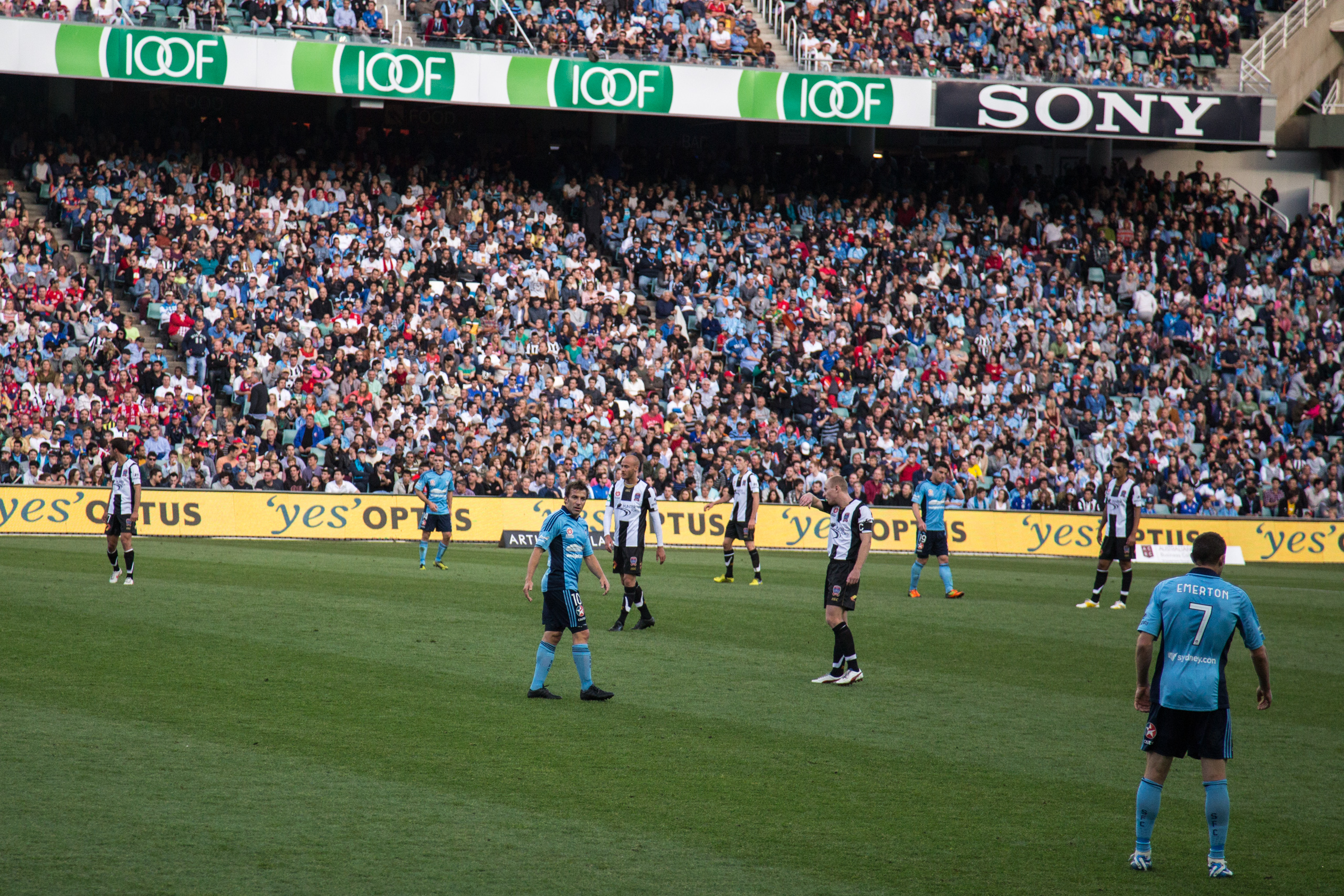
Partido en la Temporada 2013-14 vs. el Newcastle Jets

## Entrenadores
| País            | Nombre            | Desde                   | Hasta                   | Títulos                                        |
| --------------- | ----------------- | ----------------------- | ----------------------- | ---------------------------------------------- |
| Alemania        | Pierre Littbarski | 26 de febrero de 2005   | 3 de marzo de 2006      | A-League 2005-06 OFC Club Championship 2005    |
| Inglaterra      | Terry Butcher     | 15 de julio de 2006     | 2 de febrero de 2007    |                                                |
| Australia       | Branko Culina     | 8 de febrero de 2007    | 22 de octubre de 2007   |                                                |
| Australia       | John Kosmina      | 24 de octubre de 2007   | 30 de enero de 2009     |                                                |
| República Checa | Vítězslav Lavička | 1 de febrero de 2009    | 30 de junio de 2012     | A-League 2009-10                               |
| Inglaterra      | Ian Crook         | 1 de julio de 2012      | 11 de noviembre de 2012 |                                                |
| Australia       | Steve Corica      | 12 de noviembre de 2012 | 27 de noviembre de 2012 |                                                |
| Australia       | Frank Farina      | 28 de noviembre de 2012 | 23 de abril de 2014     |                                                |
| Australia       | Graham Arnold     | 8 de mayo de 2014       | 30 de junio de 2018     | A-League 2016-17 A-League 2017-18 FFA Cup 2017 |
| Australia       | Steve Corica      | 1 de julio de 2018      | 7 de noviembre de 2023  | A-League 2019-20 FFA Cup 2023                  |
| Australia       | Ufuk Talay        | 8 de noviembre de 2023  | presente                |                                                |

## Palmarés

### Torneos nacionales
- A-League (5): 2005-06 , 2009-10 , 2016-17 , 2018-19, 2019-20
- Premiership (4): 2009-10 , 2016-17 , 2017-18, 2019-20
- FFA Cup (2): 2017 , 2023

### Torneos internacionales
- Campeonato de Clubes de Oceanía (1): 2005

## Participación en competiciones internacionales
Hacia 2005, Australia aún era miembro pleno de la OFC, por lo que el Sidney disputó la Liga de Campeones de la OFC de ese mismo año la cual se coronó campeón invicto. Tras el cambio de confederación de Australia efectuada en 2006, el club disputa la Liga de Campeones de la AFC (Asia).
| Temporada | Torneo                            | Ronda            | Club                    | Casa | Visita   | Global   |
| --------- | --------------------------------- | ---------------- | ----------------------- | ---- | -------- | -------- |
| 2005      | Liga de Campeones de la OFC       | Grupo A          | Auckland City           | 3–2  | 1° Lugar |          |
| 2005      | Liga de Campeones de la OFC       | Grupo A          | Sobou                   | 9–2  | 1° Lugar |          |
| 2005      | Liga de Campeones de la OFC       | Grupo A          | AS Pirae                | 6–1  | 1° Lugar |          |
| 2005      | Liga de Campeones de la OFC       | Semifinales      | Tafea                   | 6–0  |          |          |
| 2005      | Liga de Campeones de la OFC       | Final            | AS Magenta              | 2–0  | Campeón  |          |
| 2005      | Copa Mundial de Clubes de la FIFA | Cuartos de final | Deportivo Saprissa      | 0–1  |          |          |
| 2005      | Copa Mundial de Clubes de la FIFA | Quinto Lugar     | Al Ahly                 | 2–1  | 5° Lugar |          |
| 2007      | Liga de Campeones de la AFC       | Grupo E          | Shanghai Shenhua        | 0–0  | 2–1      | 2° Lugar |
| 2007      | Liga de Campeones de la AFC       | Grupo E          | Urawa Red Diamonds      | 2–2  | 0–0      | 2° Lugar |
| 2007      | Liga de Campeones de la AFC       | Grupo E          | Persik Kediri           | 3–0  | 1–2      | 2° Lugar |
| 2011      | Liga de Campeones de la AFC       | Grupo H          | Suwon Samsung Bluewings | 0–0  | 1–3      | 3° Lugar |
| 2011      | Liga de Campeones de la AFC       | Grupo H          | Shanghai Shenhua        | 1–1  | 3–2      | 3° Lugar |
| 2011      | Liga de Campeones de la AFC       | Grupo H          | Kashima Antlers         | 0–3  | 1–2      | 3° Lugar |
| 2016      | Liga de Campeones de la AFC       | Grupo H          | Urawa Red Diamonds      | 0–0  | 0–2      | 1° Lugar |
| 2016      | Liga de Campeones de la AFC       | Grupo H          | Guangzhou Evergrande    | 2–1  | 0–1      | 1° Lugar |
| 2016      | Liga de Campeones de la AFC       | Grupo H          | Pohang Steelers         | 1–0  | 1–0      | 1° Lugar |
| 2016      | Liga de Campeones de la AFC       | Segunda Ronda    | Shandong Luneng         | 2–2  | 1–1      | 3–3 (v.) |
| 2018      | Liga de Campeones de la AFC       | Grupo H          | Suwon Samsung Bluewings | 0–2  | 4–1      | 3° Lugar |
| 2018      | Liga de Campeones de la AFC       | Grupo H          | Shanghai Shenhua        | 0–0  | 2–2      | 3° Lugar |
| 2018      | Liga de Campeones de la AFC       | Grupo H          | Kashima Antlers         | 0–2  | 1–1      | 3° Lugar |
| 2019      | Liga de Campeones de la AFC       | Grupo H          | Ulsan Hyundai           | 0–0  | 0–1      | 4° Lugar |
| 2019      | Liga de Campeones de la AFC       | Grupo H          | Shanghai SIPG           | 3–3  | 2–2      | 4° Lugar |
| 2019      | Liga de Campeones de la AFC       | Grupo H          | Kawasaki Frontale       | 0–4  | 0–1      | 4° Lugar |
| 2020      | Liga de Campeones de la AFC       | Grupo H          | Jeonbuk Hyundai Motors  | 2–2  | 1–0      | 4° Lugar |
| 2020      | Liga de Campeones de la AFC       | Grupo H          | Shanghai SIPG           | 1–2  | 0–4      | 4° Lugar |
| 2020      | Liga de Campeones de la AFC       | Grupo H          | Yokohama F. Marinos     | 1–1  | 0–4      | 4° Lugar |
| 2022      | Liga de Campeones de la AFC       | Preliminar       | Kaya–Iloilo             | 5–0  | 5–0      |          |
| 2022      | Liga de Campeones de la AFC       | Play-off         | Changchun Yatai         | w/o  |          |          |
| 2022      | Liga de Campeones de la AFC       | Grupo H          | Jeonbuk Hyundai Motors  | 2–3  | 0–0      | 4° Lugar |
| 2022      | Liga de Campeones de la AFC       | Grupo H          | Hoang Anh Gia Lai       | 1–1  | 0–1      | 4° Lugar |
| 2022      | Liga de Campeones de la AFC       | Grupo H          | Yokohama F. Marinos     | 0–1  | 0–3      | 4° Lugar |